# الیزابت رالستون
الیزابت رالستون (انگلیسی: Elizabeth Ralston؛ زادهٔ ۱۶ مهٔ ۱۹۹۵) بازیکن فوتبال اهل استرالیا است.